# 馬克西米利安·維特克
馬克西米利安·維特克（德語：Maximilian Wittek；1995年8月21日—）是一位德國足球運動員。在場上的位置是左後衛。現效力於德甲球隊波琴。他也代表德國各級國青隊參賽。